# Castell d'Ars
Castell d'Ars és un monument del municipi de les Valls de Valira (Alt Urgell) declarat bé cultural d'interès nacional.

## Descripció
L'element més sencer del castell és la torre, emplaçada a un penyal sobre l'església o nucli del poblet. Aquesta torre, de planta rectangular, devia tenir un perímetre exterior de 5 X 6 m. Actualment només se'n conserven fragments notables de les façanes NE i NW, amb una alçada de 9 m el punt més alt.
L'aparell és molt primitiu, de pedra de llicorella poc desbastada i unida amb terra en filades irregulars. El gruix dels murs és d'1 m a la base, però s'aprimen a mesura que s'enlairen. Al mur NE s'obre una espitllera i al NW una finestreta.
La interpretació de l'estructura resulta difícil per la gran quantitat de runa i per les bardisses que hi creixen. Es pot veure les restes d'una mena d'edificació amb un petit mur semicircular i les restes de tres cambres de dimensions considerables, que s'adapten al pendent.

## Història
Castell termenat que estructurava el sistema defensiu de la ribera esquerra de la Valira. Pertanyia al quarter de Castellciutat del vescomtat de Castellbó. Guillem Guitard de Caboet, pel seu testament del 1110, deixava el castell d'Ars a l'església d'Urgell. El 1145 apareix documentat com a "castro Arts". El 1154 el nou senyor de Caboet, Ramon, prometia al bisbe d'Urgell el lliurament de la potestat del castell d'Ars sempre que li demanés. En morir Ramon de Caboet, la seva germana Gebelina tingué l'infeudament d'aquest castell per la Mitra.
Tanmateix, arran d'aquests fets van suscitar-se unes qüestions entre Arnau de Caboet -germà del difunt- i el bisbe d'Urgell i, per conveni de juliol del 1159, el castell i la vila d'Ars foren cedits en franc alou a Pere de Sant Joan i els seus germans. El 1163 "Alamandi de Toralla", cavaller del Pallars, se'n penedia d'haver comès malvestats a la "villula de Arts". El 21 de maig del 1185 el bisbe infeudà a Arnau de Castellbò els castells d'Ars i Tor, de la vall de Sant Joan.
Fins a l'extinció de les senyories Ars va pertànyer a la Col·legiata de Santa Maria d'Organyà.